# Голямо солено езеро
Голямото солено езеро (на английски: Great Salt Lake) е солено, безотточно езеро в западната част на Съединените американски щати, в северната част на щата Юта, най-голямото солено езеро в западното полукълбо. Площта му варира от 2500 до 6000 km², обемът му е 18,92 km³, максимална дълбочина 14 m (през 1987 г.), средна дълбочина от 4,5 до 7,5 m
През 2021 г., след няколко години продължителна суша и увеличаване отвеждането на вода нагоре по течението преди вливането в езерото, площта му спада до най-ниската регистрирана до момента площ от 2500 km², което е по-ниско от предишния минимум, отбелязан през 1963 г. Продължаващото свиване може да превърне езерото в купа с токсичен прах, отравяйки въздуха около Солт Лейк Сити.

## Разположение, параметри, брегове, острови
Голямото солено езеро е разположено в северната част на щата Юта, в североизточната част на обширната безотточна област Голям басейн, между планинския хребет Уосач на изток и безжизнената пустиня на Голямото солено езеро на запад, на 1282 m н.в. Дължината му от север на юг е 121 km, а максималната ширина – 45 km. Бреговете му са предимно пустинни, ниски, на север и югозапад малко по-разчленени. Островите в него са малко, като най-големите са Антилоп (109 km²), Стансбъри (90 km²), Фримонт (12 km²), Карингтън (5 km²).

## Водосборен басейн, притоци, развитие
Голямото солено езеро е остатък от езерото Бонвил, голямо сладководно езеро през плейстоцена (75 000 – 7250 пр.н.е.). Езерото няма собствени извори, а получава вода от множество потоци, които се стичат от околните планини. Площта на водосборният му басейн възлиза на 55 685 km². Най-големите му притоци са реките Беър Ривър (790 km), Вебер (201 km) и Джордан (82 km). Езерото е безотточно, а високата соленост на водата се дължи на натрупването на минерали и голямото изпарение и заема широка котловина, която е формирана от ерозирането на околните планини. Естеството на котловината е причина за големи различия в площта и нивото на водата в него. През годините то е изменяло драстично своята площ: 4600 km² (1851 г.), 5700 km² (1873 г.), в периода 1900 – 1904 г. почти пресъхва, а от 1935 г. отново започва да увеличава площта си – 2460 km² (1963 г.), 8500 km² (1988 г.). Средната му площ е около 4400 km². Амплитудата на колебанията на нивото му през последното столетие е около 5 m, като сезонното изменение на нивото му се обуславя от топенето на снеговете в хребета Уосач и достига до 40 cm. Солеността му се изменя от 137‰ при високи нива до 300‰ при ниски. Общите запаси от сол в езерото се оценяват на около 6 млрд.т, като се добива предимно готварска и глауберова сол, като годишният добив е около 8000 т

## История
Наличието на толкова голям обем вода в сухите райони на Юта и въобще в целия Голям басейн, привлича рано вниманието на хората. Местните индиански култури използват сладководните блата и потоци около езерото за лов и риболов доста преди пристигането на евро – американците. Трапери изследват района на Голямото солено езеро като се започне с Робърт Стюърт през 1812 г., Джим Бриджър през 1824 г., последвани от няколко други трапери през 1826 г. и 1843 г.
Новините от долината на Голямото солено езеро достигат до мормонските лидери в Ноуву, Илинойс, и те решават да се заселят около него, Първата мормонска експедиция достига долината на Голямото солено езеро на 22 – 24 юли 1847 г. На 27 юли Бригъм Йънг и други лидери на групата посещават езерото, което става основен източник на сол за заселниците. На река Джордан мормоните основават град Солт Лейк Сити, който днес е столица на щата Юта и е най-голямото селище на брега на езерото (друг град на брега на езерото е Огдън).

## Стопанско значение
Високото съдържание на сол на езерото е ограничило използването му, но няколко курорти са съществували по бреговете му по различно време. Ветроходството става популярна дейност в езерото. От езерото също се добива сол и се събират скариди, които се използват за храна за риби. От най-ранните индианци, които са добивали сол от езерото, до днешната индустрия и туризма, Голямото солено езеро е ценна и уникална част от географията на Северна Америка. В северната част на езерото е изграден насип, дълъг 40 km, по който преминава участък от Южната Тихоокеанска жп линия (Саут пасифик).